# Nadchloranity
Nadchloranity – kruszące materiały wybuchowe, mieszaniny nadchloranu potasu, nadchloranu sodu lub nadchloranu amonu z nitropochodnymi toluenu i naftalenu, nitrogliceryną oraz mąką.